# Biskupi łódzcy
Biskupi łódzcy – biskupi diecezjalni i biskupi pomocniczy diecezji łódzkiej (od 1992 archidiecezji).

## Biskupi

### Biskupi diecezjalni
| Lata urzędowania | Biskup | Biskup               | Uwagi                                                              |
| ---------------- | ------ | -------------------- | ------------------------------------------------------------------ |
| 1921–1934        |        | Wincenty Tymieniecki |                                                                    |
| 1935–1946        |        | Włodzimierz Jasiński |                                                                    |
| 1947–1967        |        | Michał Klepacz       |                                                                    |
| 1968–1986        |        | Józef Rozwadowski    |                                                                    |
| 1986–2012        |        | Władysław Ziółek     | od 1992 arcybiskup, od 2004 arcybiskup metropolita                 |
| 2012–2017        |        | Marek Jędraszewski   | arcybiskup metropolita; następnie arcybiskup metropolita krakowski |
| od 2017          |        | Grzegorz Ryś         | arcybiskup metropolita, kardynał                                   |

### Biskupi pomocniczy
| Lata urzędowania | Biskup | Biskup             | Uwagi                                                                    |
| ---------------- | ------ | ------------------ | ------------------------------------------------------------------------ |
| 1927–1967        |        | Kazimierz Tomczak  |                                                                          |
| 1957–1971        |        | Jan Fondaliński    |                                                                          |
| 1959–1993        |        | Jan Kulik          |                                                                          |
| 1963–2005        |        | Bohdan Bejze       |                                                                          |
| 1980–1986        |        | Władysław Ziółek   | następnie biskup diecezjalny łódzki (arcybiskup, arcybiskup metropolita) |
| 1988–2014        |        | Adam Lepa          |                                                                          |
| 2000–2025        |        | Ireneusz Pękalski  |                                                                          |
| od 2015          |        | Marek Marczak      |                                                                          |
| od 2024          |        | Piotr Kleszcz      |                                                                          |
| od 2024          |        | Zbigniew Wołkowicz |                                                                          |